# Керимов, Башир Бейлар оглы
Башир Бейлар оглы Керимов (азерб. Bəşir Bəylər oğlu Kərimov; 2 февраля 1976 — 17 марта 1995) — азербайджанский военный, Национальный герой Азербайджана.

## Биография
Башир Керимов родился 2 февраля 1976 года в селе Каджар Физулинского района Азербайджанской ССР. Окончив в 1991 году восьмой класс средней школы села, продолжил обучение в профессиональном училище города Физули. После того как село Каджар было взято армянскими силами в ходе Первой карабахской войны, Керимов вместе с семьей переехал в село Дилагарда Бейлаганского района. В 1994 году был призван в ряды Национальной армии. Служил в Гяндже. Погиб в ходе подавления мятежа ОПОН, произошедшего 13 — 17 марта 1995 года. На момент гибели был холост.

## Память
Указом № 307 Президента Азербайджанской Республики от 4 апреля 1995 года Керимову Баширу Бейлар оглы было присвоено звание Национального Героя Азербайджана (посмертно).
Похоронен на Аллее шахидов в Баку.